# (524531) 2002 XH91
(524531) 2002 XH91 ist ein großes transneptunisches Objekt im Kuipergürtel, das bahndynamisch als Cubewano (CKBO) eingestuft wird. Aufgrund seiner Größe gehört der Asteroid zu den Zwergplanetenkandidaten. 2002 XH91 verfügt über einen natürlichen Begleiter mit der Bezeichnung S/2008 (524531) 1, der etwa zwei Drittel des Durchmessers des Planetoiden aufweist. Da beide Himmelskörper um den gemeinsamen Schwerpunkt kreisen, kann das System auch als Doppelasteroiden-System aufgefasst werden.

## Entdeckung
2002 XH91 wurde am 4. Dezember 2002 von einem Astronomenteam, bestehend aus Larry Wasserman, David Trilling und Robert Millis, mit dem 4,0–m–Reflektor-Teleskop am Kitt-Peak-Nationalobservatorium (Arizona) entdeckt. Die Entdeckung wurde am 2. Januar 2003 zusammen mit den TNO 2002 XD91, 2002 XE91, 2002 XF91, 2002 XG91 und 2002 XJ91 bekanntgegeben. der Planetoid erhielt die vorläufige Bezeichnung 2002 XH91 und am 18. Mai 2019 von der IAU die Kleinplanetennummer 524531.
Der Beobachtungsbogen des Planetoiden beginnt mit der offiziellen Entdeckungsbeobachtung am 4. Dezember 2002. Seither wurde der Planetoid durch verschiedene erdbasierte Teleskope beobachtet. Im Dezember 2018 lagen insgesamt 60 Beobachtungen über einen Zeitraum von 16 Jahren vor. Die bisher letzte Beobachtung wurde im Februar 2018 am Pan-STARRS-Teleskop (PS1) (Maui) durchgeführt. (Stand 24. März 2019)

## Eigenschaften

### Umlaufbahn
2002 XH91 umkreist die Sonne in 289,40 Jahren auf einer leicht elliptischen Umlaufbahn zwischen 39,65 AE und 47,85 AE Abstand zu deren Zentrum. Die Bahnexzentrizität beträgt 0,094, die Bahn ist 5,00° gegenüber der Ekliptik geneigt. Derzeit ist der Planetoid 47,17 AE von der Sonne entfernt. Das Perihel durchläuft er das nächste Mal 2134, der letzte Periheldurchlauf dürfte also im Jahre 1845 erfolgt sein.
Marc Buie (DES) klassifiziert den Planetoiden als Cubewano, wobei er zu den bahndynamisch „kalten“ klassischen KBO gehört, während vom Minor Planet Center keine spezifische Einstufung existiert;; letzteres ordnet ihn als Nicht-SDO und allgemein als „Distant Object“ ein.

### Größe
Derzeit wird von einem Durchmesser von 298 km ausgegangen, basierend auf einem Rückstrahlvermögen von 8 % und einer absoluten Helligkeit von 5,8 m. Ausgehend von diesem Durchmesser ergibt sich eine Gesamtoberfläche von etwa 279.000 km². Die scheinbare Helligkeit von 2002 XH91 beträgt 22,41 m.
Da es denkbar ist, dass sich 2002 XH91 aufgrund seiner Größe im hydrostatischen Gleichgewicht befindet und somit weitgehend rund sein könnte, erfüllt er möglicherweise die Kriterien für eine Einstufung als Zwergplanet. Mike Brown geht davon aus, dass es sich bei 2002 XH91 um vielleicht einen Zwergplaneten handelt.
| Jahr                                         | Abmessungen km | Quelle              |
| -------------------------------------------- | -------------- | ------------------- |
| 2015                                         | 304,44         | LightCurve DataBase |
| 2018                                         | 352,0 298,0    | Johnston            |
| 2018                                         | 329,0          | Brown               |
| Die präziseste Bestimmung ist fett markiert. |                |                     |

## Mond
Am 27. Mai 2009 gab ein Astronomenteam um Keith S. Noll die Entdeckung eines Begleiters mit etwa 185 km Durchmesser bekannt, der anhand von Bildern des Hubble-Weltraumteleskops aufgespürt wurde. Er umkreist das gemeinsame Baryzentrum mit 2002 XH91 in 371,1 Tagen in einem mittleren Abstand von 22400 ± 400 km. Die Systemmasse wurde auf 6,5 · 1018 bestimmt.
Das 2002 XH91–System in der Übersicht:
| Komponenten                     | Physikalische Parameter | Physikalische Parameter | Physikalische Parameter | Bahnparameter        | Bahnparameter  | Bahnparameter | Bahnparameter                     | Entdeckung                              |
| Name                            | Durch- messer (km)      | Relativ- größe %        | Masse (kg)              | Große Halbachse (km) | Umlaufzeit (d) | Exzentrizität | Inklination zum 2002 XH91 Äquator | Datum Entdeckung Datum Veröffentlichung |
| ------------------------------- | ----------------------- | ----------------------- | ----------------------- | -------------------- | -------------- | ------------- | --------------------------------- | --------------------------------------- |
| 2002 XH91                       | 298,0                   | 100,00                  | 6,5 · 1018              | —                    | —              | —             | —                                 | 4. Dezember 2002 2. Januar 2003         |
| S/2008 (524531) 1 (2002 XH91 I) | 185,0                   | 62,08                   | ?                       | 24400                | 371,1          | 0,71          | 3,0                               | 8. November 2008 27. Mai 2009           |